# Malibu
Malibu (místně též přezdíváno „Bu“) je přímořské město nacházející se v okrese Los Angeles, které je od centra samotného města Los Angeles vzdáleno cca 35 km. Osamostatněno bylo roku 1991. Město je známo kvůli tomu, že je domovem mnoha celebrit, k roku 2010 zde žilo 12 645 obyvatel. Dále je také známo pro svůj nezaměnitelný charakter – celé se totiž nachází podél pobřeží Tichého oceánu. Celková délka města od východu k západu dosahuje 43 km. Valná většina obyvatel žije poblíž silnice Pacific Coast Highway, která protíná město. Díky své poloze se ve městě nachází mnoho pláží jako například Surfrider Beach, Zuma Beach, Topanga Beach, Point Dume Beach nebo pláž County Line.

## Historie
Oblast dnešního města byla původně obývána lidmi z kmene Chumash. První Evropan se na toto místo dostal roku 1542.
Před rokem 1928 zde stálo několik prašných silnic, nicméně v roce 1929 zde stát vyhrál soudní spor o pozemky, a mohlo se začít se stavbou dálnice, táhnoucí se podél celého pobřeží Kalifornie, dnes známé jako Pacific Coast Highway.                
Jedny z prvních obytných domů na území dnešního Malibu byl soukromý komplex budov Malibu Colony. Ten byl zde otevřen roku 1926. Tento komplex se nacházel jižně od Pacific Coast Highway, západně od Malibu Lagoon State Beach, a východně od Malibu Bluffs Park. Dlouho bylo Malibu Colony známo jako populární útočiště pro bohaté celebrity. Dodnes je Malibu Colony soukromým komplexem, na jehož relativně malém pozemku stojí honosná sídla mnoha slavných osobností. 

## Geografie

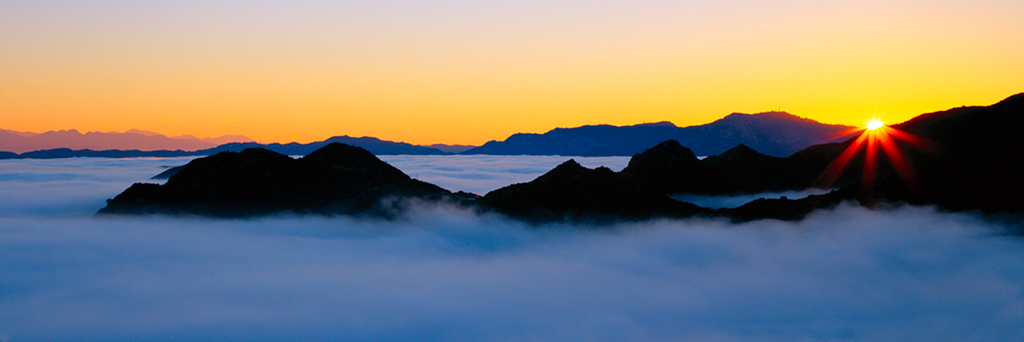
Soumrak nad pohořím Santa Monica Mountains

Kvůli strmým, kamenitým, a suchým, křovím porostlým srázům pohoří Santa Monica dochází v blízkosti Malibu téměř každoročně k lesním požárům a sesuvům půdy.
Jedna ze zdejších pláží, Pirate’s Cove, bývala nudistickou pláží, nicméně dnes je nudismus v celém okrese Los Angeles postaven mimo zákon.
Mnoho velkých pláží v Malibu je snadno přístupných, nicméně některé pláže jsou rozděleny na menší, a více kontrolovatelné plážičky. Některé pláže jsou zde soukromé, jako například pláž Paradise Cove, u které se vybírají poplatky při vstupu na pláž. Ačkoliv je přístup na většinu pláží ve městě se lze dostat bezplatně, problém rozrůstajících se veřejných pláží, je neustále ve městě debatován. Mnoho obyvatel Malibu by s radostí přijalo, aby nyní veřejně přístupné pláže v budoucnu veřejně přístupné nebyly, jelikož někteří návštěvníci zdejších pláží nemají respekt k plážím nebo soukromým pozemkům. 
Počasí v Malibu je obvykle příjemně teplé, a obvykle jsou léta zde suchá s průměrnou teplotou 22 °C.

## Demografie
K roku 2010 žilo v Malibu 12,645 obyvatel. Jejich hustota je tedy 245 osoby/km2.
| Počet obyvatel | Rasa                   |
| 11,565 (91,5%) | Bílí                   |
| 146 (1,2%)     | Černí                  |
| 20 (0,2%)      | Původní Američané      |
| 328 (2,8%)     | Asiaté                 |
| 15 (0,1%)      | Tichomořsští ostrované |
| 128 (1,4%)     | Ostatní rasy           |

## Turistické atrakce
Vysoké vlny a písčitá pláž Surfrider Beach přímo sousedí s Adamson House. To vytváří výtečný výhled na surfaře řádící na vlnách.

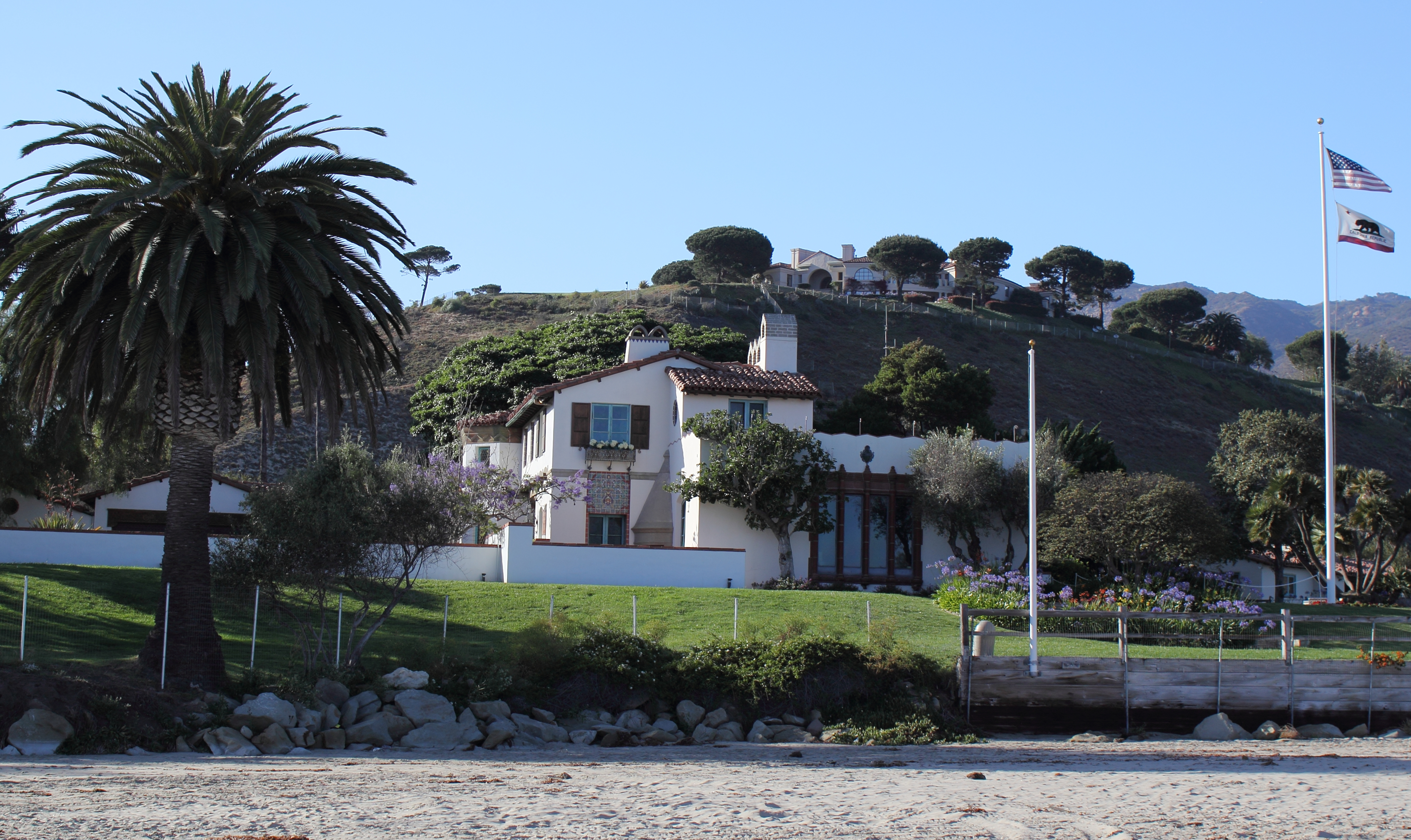
Adamson House

Dalším turisticky vděčným místem jsou kopce pohoří Santa Monica za městem. Mnoho pěších stezek, jež se vinou mezi početnými kopci, skýtá panoramatické výhledy na Tichý Oceán, pohoří Santa Monica, blízký ostrov Santa Catalina, a nebo na údolí San Fernando.
Celou délkou města se také vine oblíbená dálnice Pacific Coast Highway. Také tato silnice poskytuje mnoho pěkných výhledů na oceán. Přes svou krásu je však tato silnice nebezpečná pro cyklisty.[zdroj?]
Adamson House je neobydlený komplex budov. Budovy byly postaveny v 19. století, a jejich majiteli byli původní majitelé Malibu; rodina Ringeů. 
Molo v Malibu je jednou z ikon jižní Kalifornie, a je také jednou z ikon americké surf kultury. Ostatně celá oblast kolem Malibu je někdy označována za “Americkou Riviéru“. Na Surfrider Beach, která přímo sousedí s molem, se sjíždějí surfaři z celého světa.
Lokalita Malibu byla použita v řadě filmů a televizních programech. Malibu se začalo častěji objevovat s příchodem filmů o surfingu v 60. letech 20. století. Později došlo i na další filmové žánry, dokumenty a seriály. Město je známo například z televizních seriálů Dva a půl chlapa nebo O.C., které zde byly z části natáčeny.

## Fotogalerie

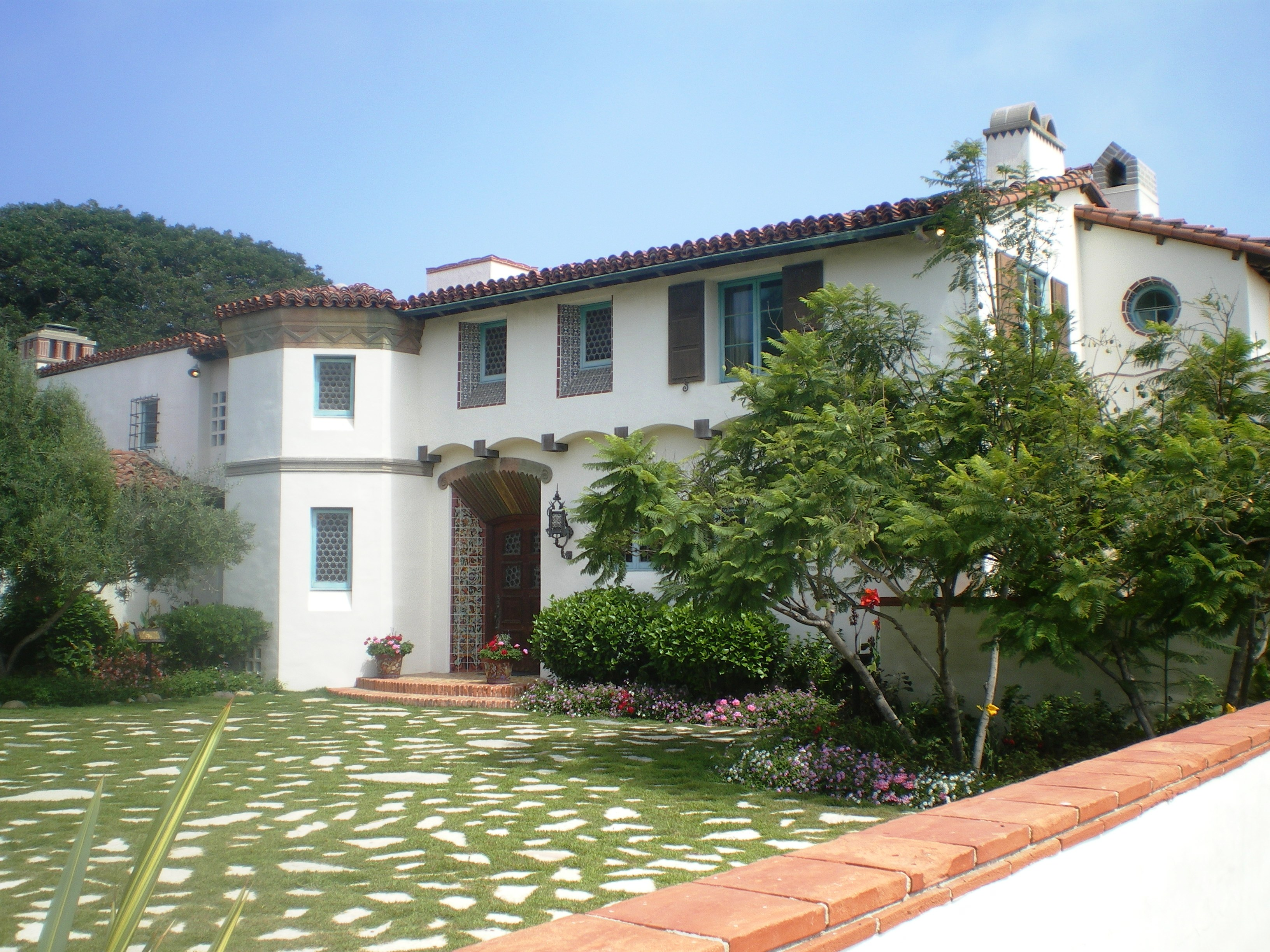
Adamson House
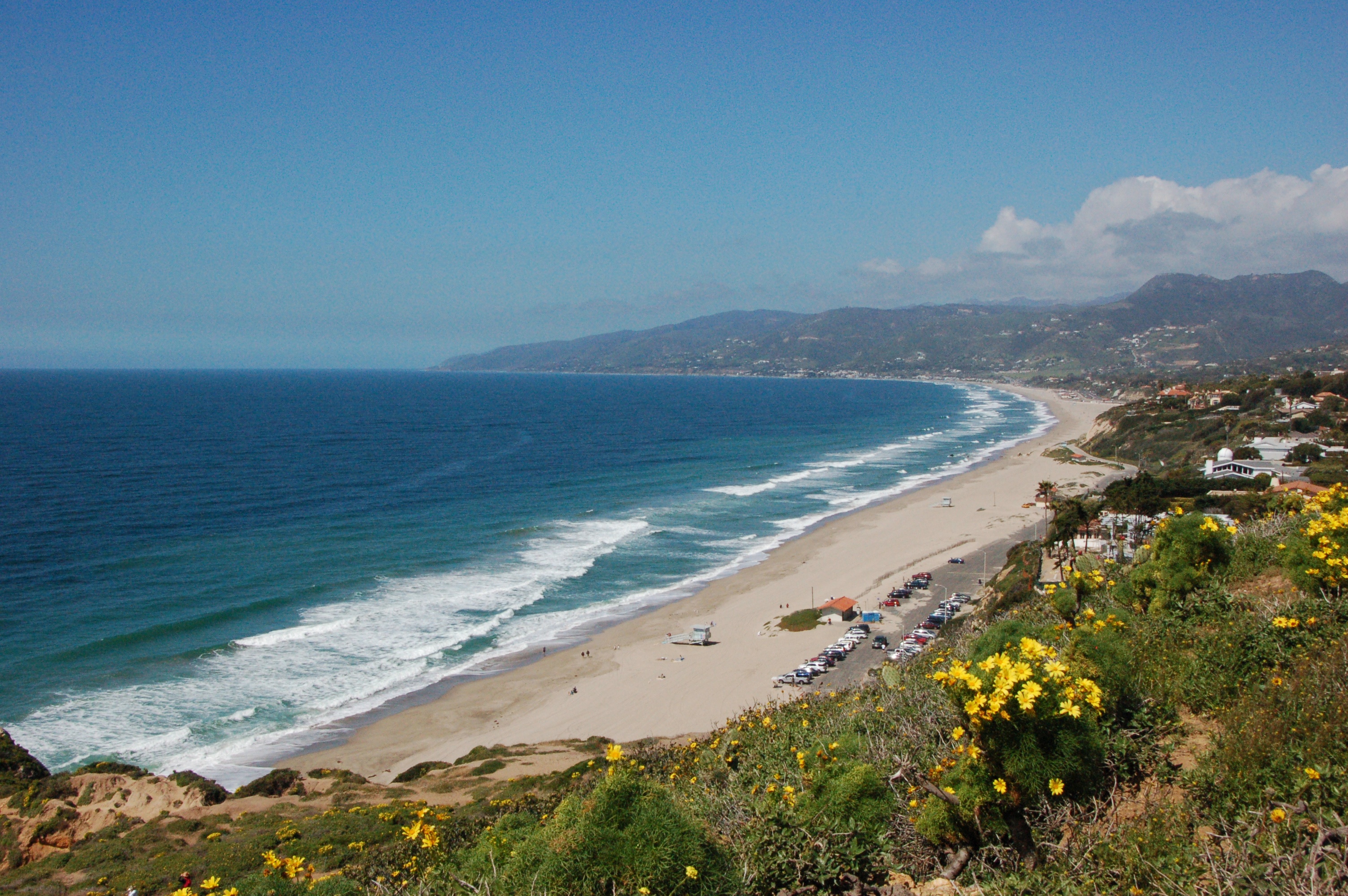
Zuma Beach
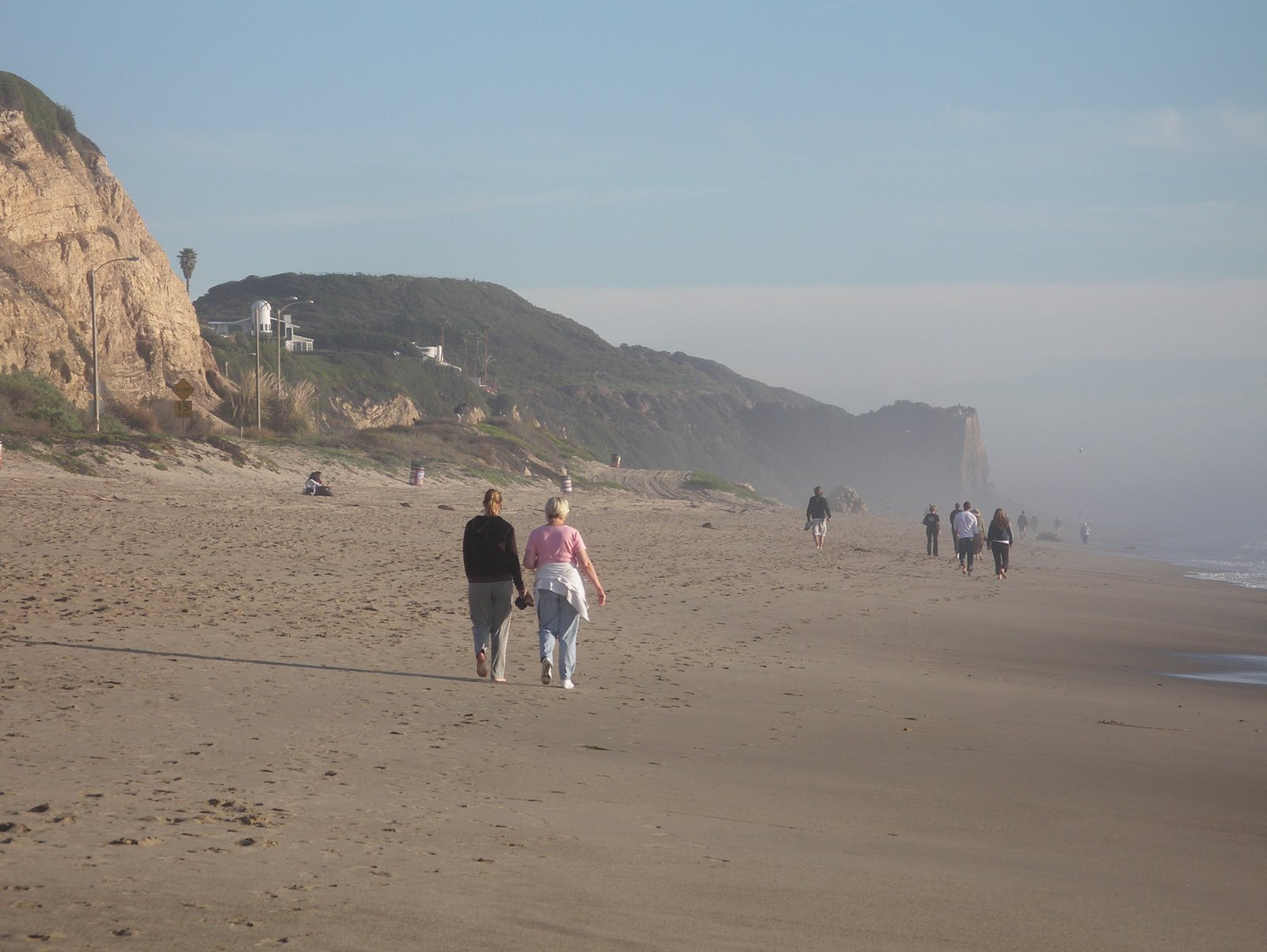
Point Dume od pláže Zuma
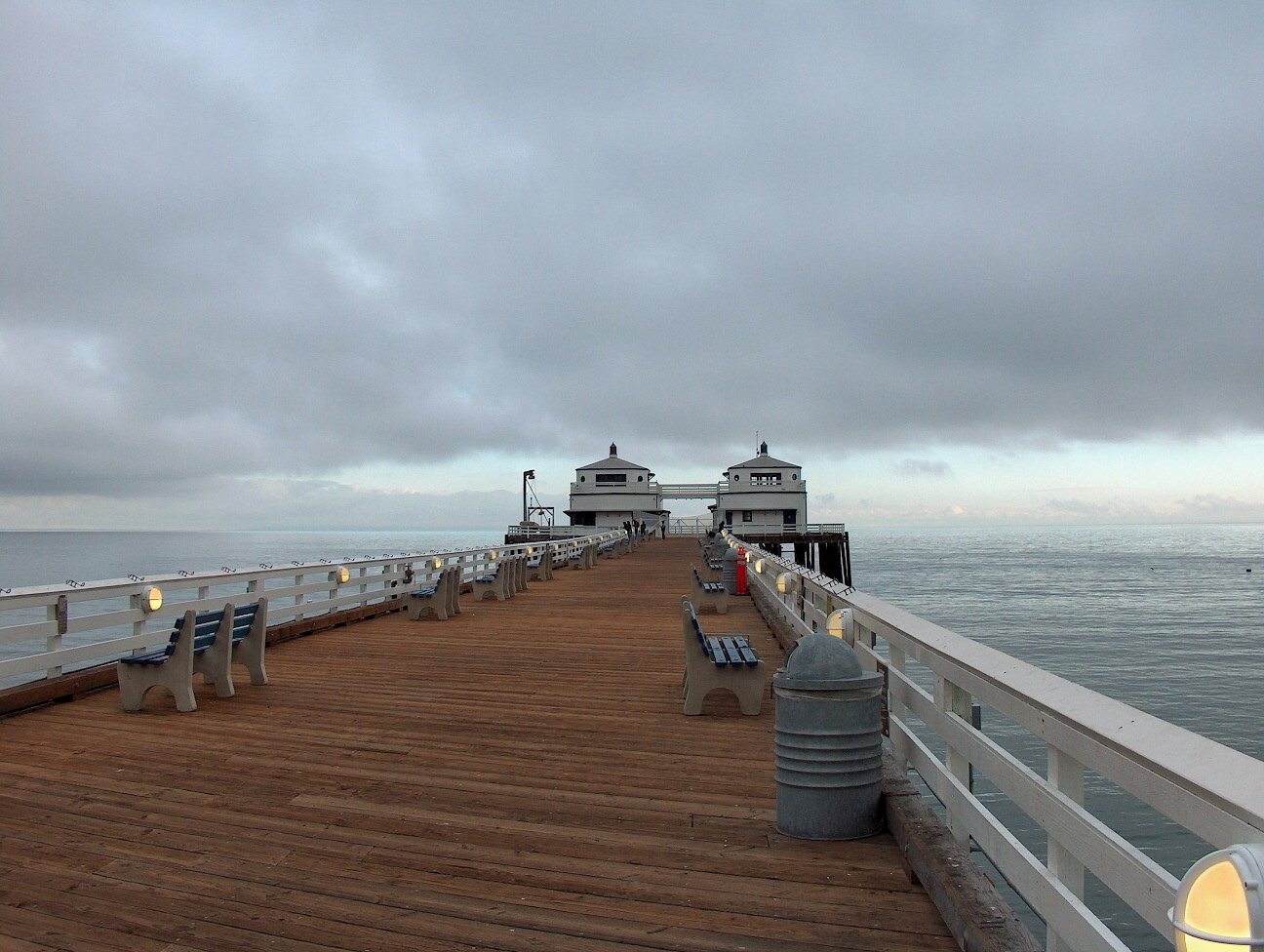
molo v Malibu
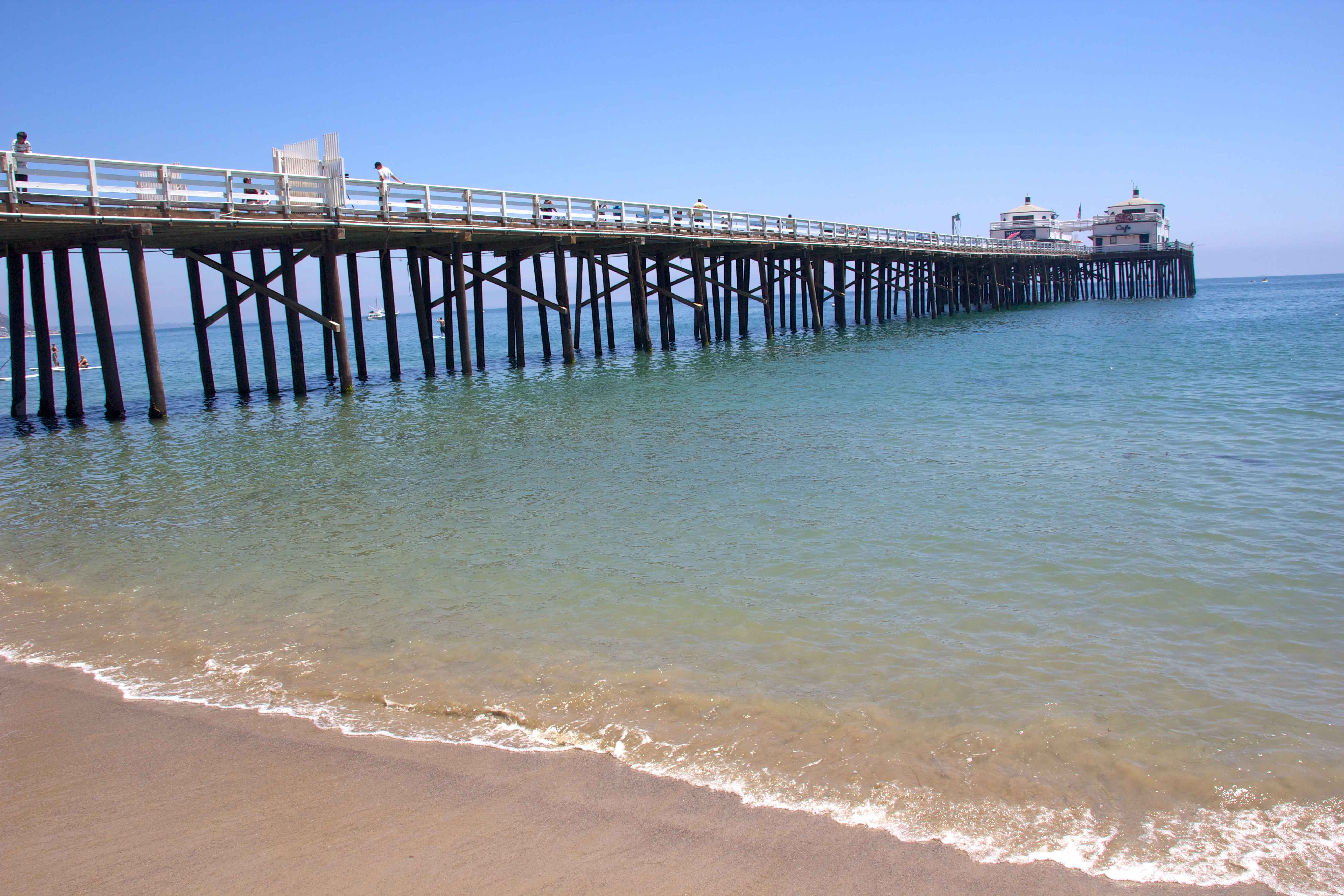
molo Malibu Pier
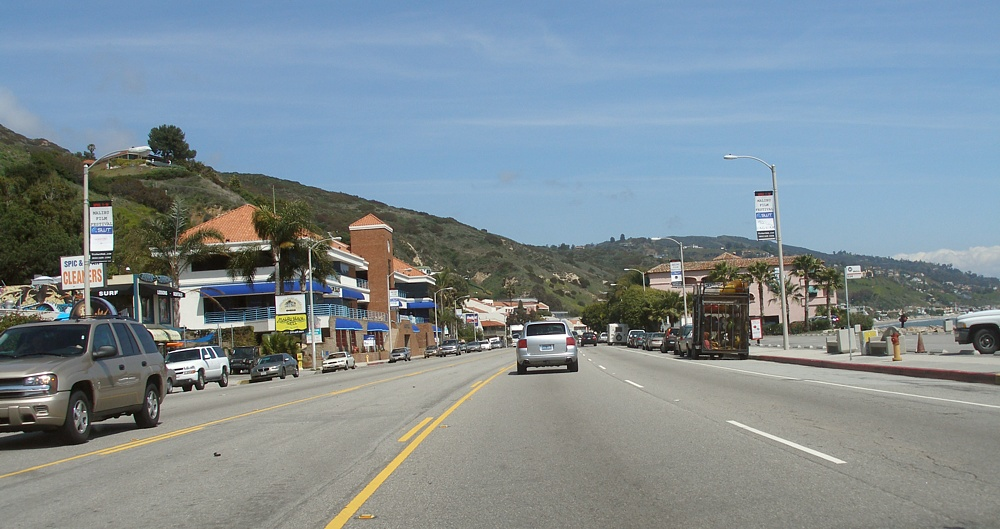
Město protíná Pacific Coast Highway
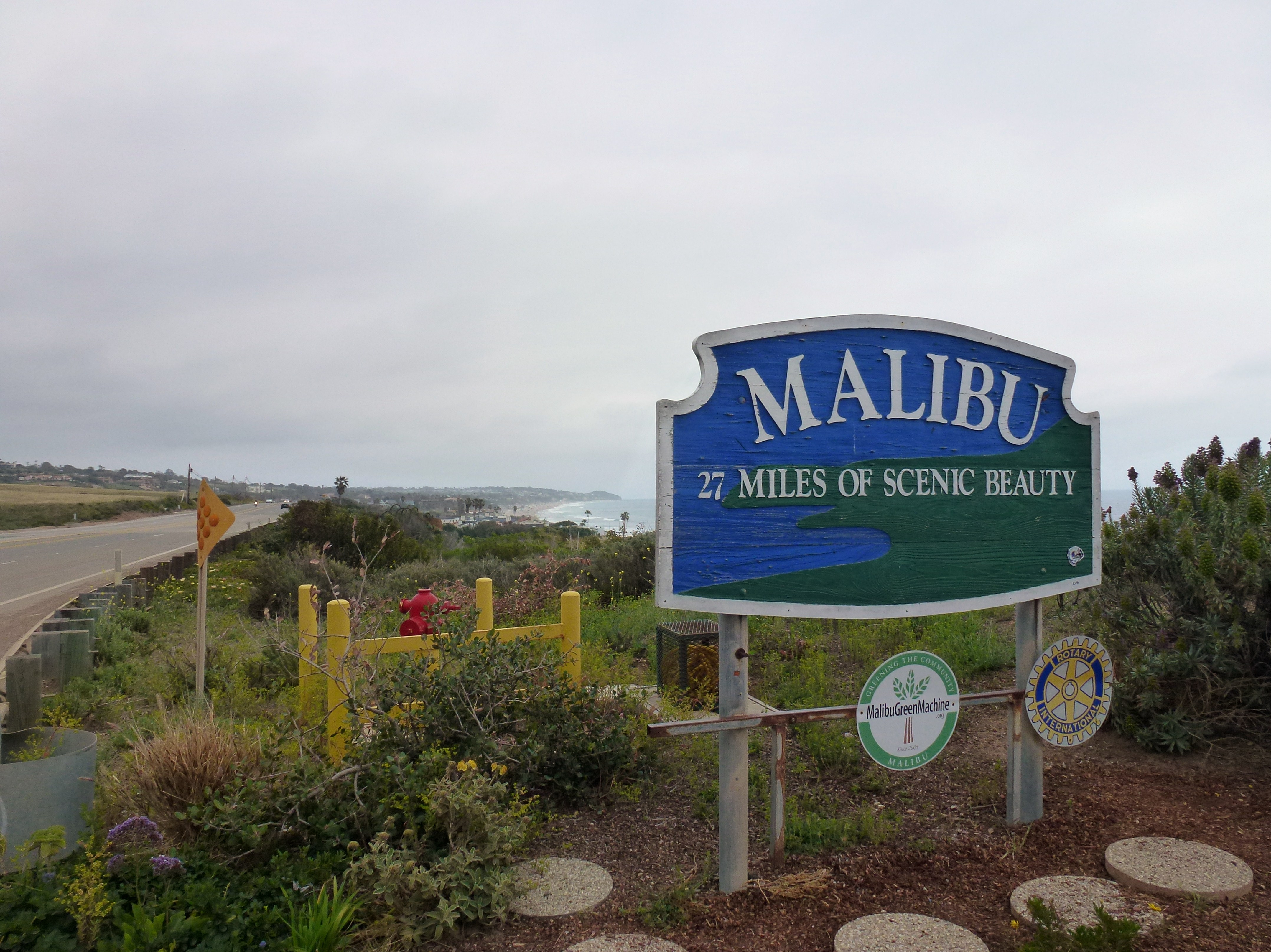
Uvítací cedule, jež láká na 27 mil ( 43 km ) krásy na pobřeží

## Známí obyvatelé
- Axl Rose
- Mel Gibson
- Emilio Estevez
- Tom Hanks
- Whoopi Goldbergová
- Robert Redford
- Charlie Sheen
- Barbra Streisandová
- Richard Gere
- Lady Gaga
- Bob Dylan
- Gal Gadotová
- Cher